# Gowardia
Gowardia — рід лишайників родини Parmeliaceae. 

## Назва
Рід був названий на честь Тревора Говарда, ліхенолога з Британської Колумбії (Канада) в знак визнання його «чудової і тривалої роботи над лишайниками Північної Америки». Назва вперше опублікована 2009 року.

## Поширення та середовище існування
Це циркумполярний рід, в основному обмежений арктично-альпійськими ареалами на півночі Канади, Європи та Росії.

## Практичне використання
Gowardia nigricans іннуїти називають tingaujaq. Він є улюбленою їжею північних оленів, і його використовують діти для того, щоб заманити молодих оленів досить близько, щоб доторкнутися до них.

## Галерея

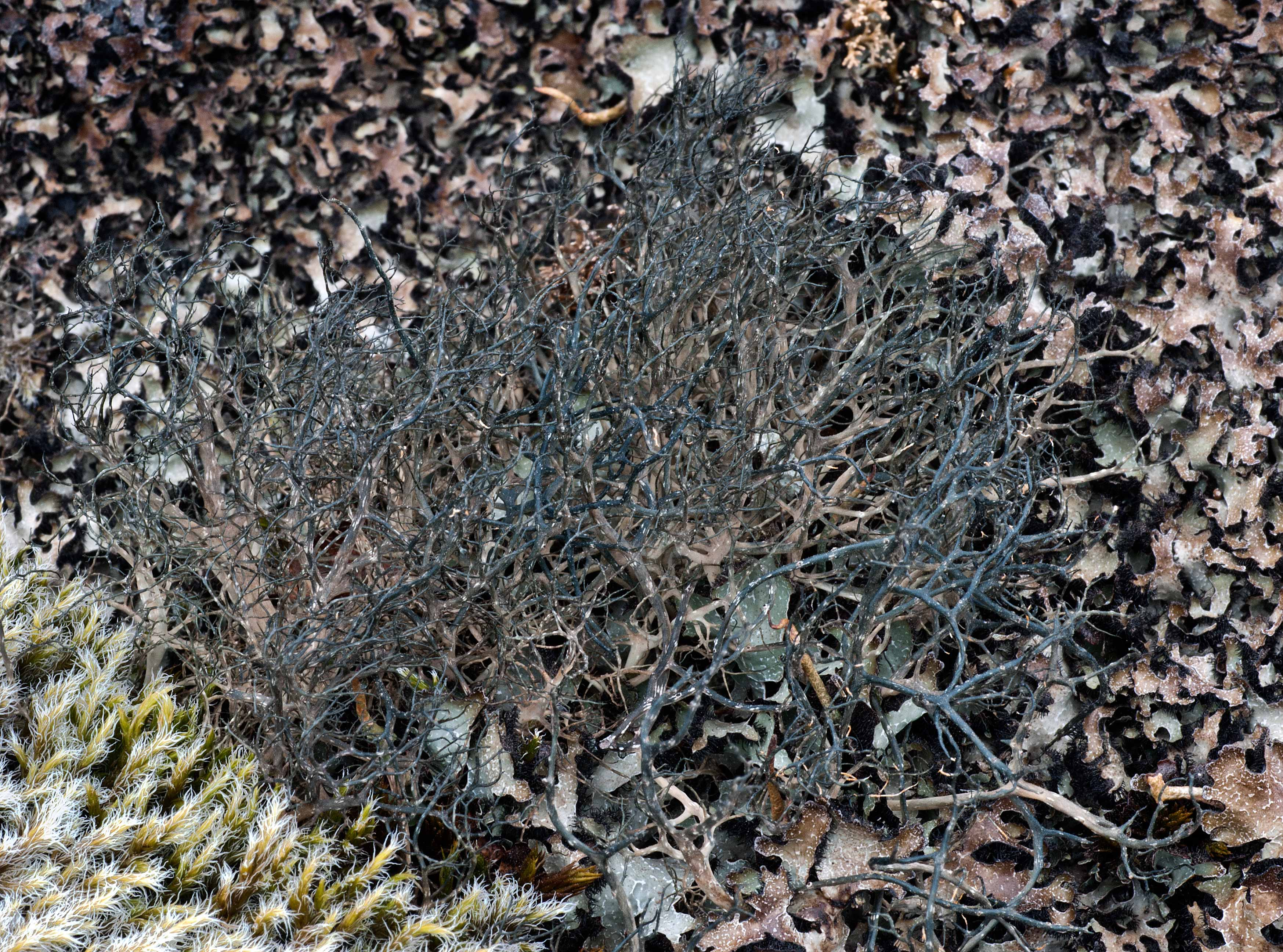
Gowardia nigricans
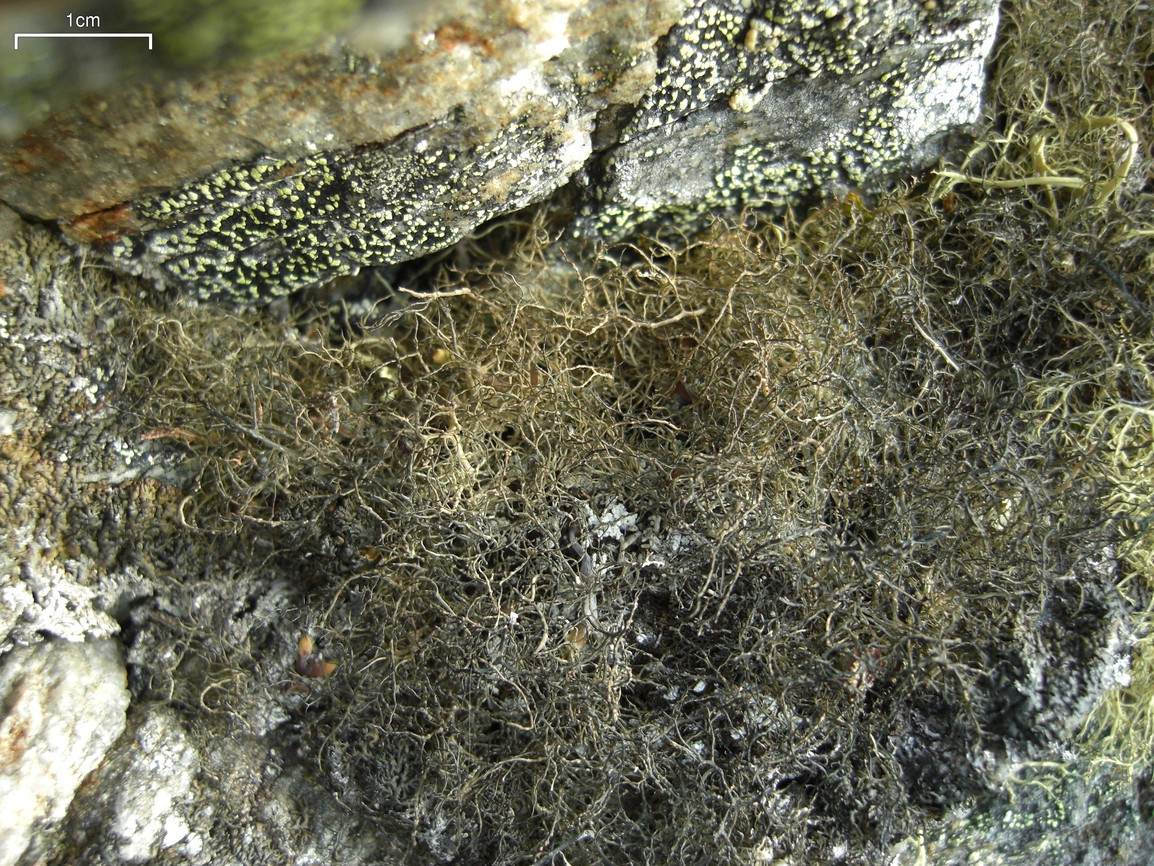
Gowardia nigricans